# Championnat d'Europe féminin de handball 2006
Navigation
Hongrie 2004 Macédoine 2008
La 7e édition du Championnat d'Europe féminin de handball se déroule en Suède du 7 au 17 décembre 2006. 
La Norvège y remet son titre en jeu, après sa victoire en 2004. Gro Hammerseng et les Norvégiennes parviennent à conserver leur titre en disposant en finale de la Russie, 27 à 24 et rejoignent au palmarès le Danemark qui termine seulement à la onzième place.
La France, qui accueillera le mondial l'année suivante, obtient une médaille de bronze aux dépens de l'Allemagne 29 à 25 : « Les Bleues toutes bronzées » titre le journal L'Équipe. La Messine Isabelle Wendling est élue meilleure défenseuse dans l'équipe type incarnée encore par Gro Hammerseng. La Suède, pays organisateur, termine sixième.

## Présentation

### Qualifications
Sont qualifiées pour ce championnat les équipes suivantes :
- le pays organisateur : la  Suède
- le champion sortant : la  Norvège
- les équipes classées de la 2e à la 5e place lors de l'édition 2004 :  Danemark,  Hongrie,  Russie,  Allemagne
- Dix équipes issues de deux tours qualificatifs :
  - du 22 au 27 novembre 2005, deux poules de six équipes :
    - poule 1 : 1. Slovaquie (9 points), 2. Portugal (9), 3. Lituanie (6), (qualifiées pour le 2e tour), 4. Azerbaïdjan (4), 5. Grèce (2), 6. Finlande  (0)
    - poule 2 : 1. Bulgarie (9 points), 2. Italie (6), 3. Turquie (6), 4. Islande (5), (qualifiées), 5. Suisse (4), 6. Belgique (0)

  - du 26 mai au 3 juin 2005, dix matches éliminatoires (aller-retour) :

| Équipe 1 | Score   | Équipe 2             | Aller   | Retour  |
| -------- | ------- | -------------------- | ------- | ------- |
| Islande  | 47 –55  | Macédoine            | 23 - 28 | 24 - 27 |
| Croatie  | 51 – 48 | Portugal             | 31 - 29 | 20 - 19 |
| France   | 64 – 53 | Turquie              | 29 - 29 | 35 - 24 |
| Slovénie | 60 – 52 | Bulgarie             | 32 - 22 | 28 - 30 |
| Lituanie | 44 –53  | Pologne              | 18 - 28 | 26 - 25 |
| Ukraine  | 54 – 46 | Slovaquie            | 27 - 24 | 27 - 22 |
| Autriche | 74 – 46 | Italie               | 41 - 23 | 33 - 23 |
| Pays-Bas | 56 – 51 | Biélorussie          | 33 - 24 | 23 - 27 |
| Roumanie | 47 –51  | Serbie-et-Monténégro | 21 - 25 | 26 - 26 |
| Espagne  | 51 – 49 | Rép. tchèque         | 31 - 24 | 20 - 25 |

### Équipes participantes et groupes
Le tirage au sort des groupes a lieu le 6 juillet à Göteborg.
| Groupe A Hongrie Serbie-et-Monténégro Autriche Macédoine | Groupe B Norvège Allemagne Slovénie Pologne | Groupe C Russie Ukraine Croatie Suède | Groupe D Danemark Espagne France Pays-Bas |

Les trois premières de chaque groupe se qualifient pour le second tour. Les douze équipes qualifiées sont réparties en deux groupes de six dont les deux premières disputent des demi-finales croisées. Les résultats du premier tour entre les équipes d'un même groupe sont comptabilisés dans le classement du second tour.

## Tour préliminaire

### Groupe A àSkövde
|   | Équipe               | Pts | J | G | N | P | Bp  | Bc | Diff |
| - | -------------------- | --- | - | - | - | - | --- | -- | ---- |
| 1 | Hongrie              | 6   | 3 | 3 | 0 | 0 | 107 | 72 | 35   |
| 2 | Autriche             | 4   | 3 | 2 | 0 | 1 | 83  | 94 | -11  |
| 3 | Macédoine            | 2   | 3 | 1 | 0 | 2 | 72  | 81 | -9   |
| 4 | Serbie-et-Monténégro | 0   | 3 | 0 | 0 | 3 | 77  | 92 | -15  |

| 7 décembre 2006 18h00 | Serbie  | 23–25 | Macédoine | Arena Skövde, Skövde Affluence : 500 |
| 7 décembre 2006 18h00 | (11–14) |       |           | Arena Skövde, Skövde Affluence : 500 |
| 7 décembre 2006 18h00 | Rapport |       |           | Arena Skövde, Skövde Affluence : 500 |

| 7 décembre 2006 20h15 | Hongrie | 42–23 | Autriche | Arena Skövde, Skövde Affluence : 300 |
| 7 décembre 2006 20h15 | (15–12) |       |          | Arena Skövde, Skövde Affluence : 300 |
| 7 décembre 2006 20h15 | Rapport |       |          | Arena Skövde, Skövde Affluence : 300 |

| 8 décembre 2006 18h00 | Autriche | 32–27 | Serbie | Arena Skövde, Skövde Affluence : 700 |
| 8 décembre 2006 18h00 | (17–10)  |       |        | Arena Skövde, Skövde Affluence : 700 |
| 8 décembre 2006 18h00 | Rapport  |       |        | Arena Skövde, Skövde Affluence : 700 |

| 8 décembre 2006 20h15 | Macédoine | 22–30 | Hongrie | Arena Skövde, Skövde Affluence : 800 |
| 8 décembre 2006 20h15 | (10–16)   |       |         | Arena Skövde, Skövde Affluence : 800 |
| 8 décembre 2006 20h15 | Rapport   |       |         | Arena Skövde, Skövde Affluence : 800 |

| 10 décembre 2006 15h00 | Autriche | 28–25 | Macédoine | Arena Skövde, Skövde Affluence : 800 |
| 10 décembre 2006 15h00 | (15–15)  |       |           | Arena Skövde, Skövde Affluence : 800 |
| 10 décembre 2006 15h00 | Rapport  |       |           | Arena Skövde, Skövde Affluence : 800 |

| 10 décembre 2006 17h15 | Hongrie | 35–27 | Serbie | Arena Skövde, Skövde Affluence : 600 |
| 10 décembre 2006 17h15 | (16–10) |       |        | Arena Skövde, Skövde Affluence : 600 |
| 10 décembre 2006 17h15 | Rapport |       |        | Arena Skövde, Skövde Affluence : 600 |

### Groupe B àGöteborg
|   | Équipe    | Pts | J | G | N | P | Bp  | Bc  | Diff |
| - | --------- | --- | - | - | - | - | --- | --- | ---- |
| 1 | Norvège   | 6   | 3 | 3 | 0 | 0 | 102 | 63  | 39   |
| 2 | Allemagne | 4   | 3 | 2 | 0 | 1 | 83  | 77  | 6    |
| 3 | Pologne   | 2   | 3 | 1 | 0 | 2 | 75  | 92  | -17  |
| 4 | Slovénie  | 0   | 3 | 0 | 0 | 3 | 80  | 108 | -28  |

| 7 décembre 2006 17h00 | Allemagne | 30–20 | Pologne | Scandinavium, Göteborg Affluence : 2 243 |
| 7 décembre 2006 17h00 | (14–9)    |       |         | Scandinavium, Göteborg Affluence : 2 243 |
| 7 décembre 2006 17h00 | Rapport   |       |         | Scandinavium, Göteborg Affluence : 2 243 |

| 7 décembre 2006 19h15 | Norvège | 43–20 | Slovénie | Scandinavium, Göteborg Affluence : 1 500 |
| 7 décembre 2006 19h15 | (19–9)  |       |          | Scandinavium, Göteborg Affluence : 1 500 |
| 7 décembre 2006 19h15 | Rapport |       |          | Scandinavium, Göteborg Affluence : 1 500 |

| 8 décembre 2006 17h00 | Slovénie | 30–31 | Allemagne | Scandinavium, Göteborg Affluence : 3 420 |
| 8 décembre 2006 17h00 | (13–18)  |       |           | Scandinavium, Göteborg Affluence : 3 420 |
| 8 décembre 2006 17h00 | Rapport  |       |           | Scandinavium, Göteborg Affluence : 3 420 |

| 8 décembre 2006 19h15 | Pologne | 21–32 | Norvège | Scandinavium, Göteborg Affluence : 3 642 |
| 8 décembre 2006 19h15 | (12–18) |       |         | Scandinavium, Göteborg Affluence : 3 642 |
| 8 décembre 2006 19h15 | Rapport |       |         | Scandinavium, Göteborg Affluence : 3 642 |

| 10 décembre 2006 14h15 | Slovénie | 30–34 | Pologne | Scandinavium, Göteborg Affluence : 4 072 |
| 10 décembre 2006 14h15 | (10–18)  |       |         | Scandinavium, Göteborg Affluence : 4 072 |
| 10 décembre 2006 14h15 | Rapport  |       |         | Scandinavium, Göteborg Affluence : 4 072 |

| 10 décembre 2006 16h30 | Norvège | 27–22 | Allemagne | Scandinavium, Göteborg Affluence : 4 351 |
| 10 décembre 2006 16h30 | (15–9)  |       |           | Scandinavium, Göteborg Affluence : 4 351 |
| 10 décembre 2006 16h30 | Rapport |       |           | Scandinavium, Göteborg Affluence : 4 351 |

### Groupe C àStockholm
|   | Équipe  | Pts | J | G | N | P | Bp | Bc | Diff |
| - | ------- | --- | - | - | - | - | -- | -- | ---- |
| 1 | Russie  | 6   | 3 | 3 | 0 | 0 | 97 | 69 | 28   |
| 2 | Croatie | 4   | 3 | 2 | 0 | 1 | 67 | 70 | -3   |
| 3 | Suède   | 2   | 3 | 1 | 0 | 2 | 57 | 69 | -12  |
| 4 | Ukraine | 0   | 3 | 0 | 0 | 3 | 73 | 86 | -13  |

| 7 décembre 2006 17h45 | Russie            | 27–22   | Croatie            | Hovet, Stockholm Affluence : 1 000 Arbitrage : Förström, Mitrunen |
| 7 décembre 2006 17h45 | Janna Iakovleva 5 | (14–10) | Maïda Arslanagić 7 | Hovet, Stockholm Affluence : 1 000 Arbitrage : Förström, Mitrunen |
| 7 décembre 2006 17h45 | ×2                | Rapport | ×4                 | Hovet, Stockholm Affluence : 1 000 Arbitrage : Förström, Mitrunen |

| 7 décembre 2006 20h15 | Ukraine | 18–22 | Suède | Hovet, Stockholm Affluence : 2 516 |
| 7 décembre 2006 20h15 | (8–11)  |       |       | Hovet, Stockholm Affluence : 2 516 |
| 7 décembre 2006 20h15 | Rapport |       |       | Hovet, Stockholm Affluence : 2 516 |

| 9 décembre 2006 15h00 | Croatie | 24–23 | Ukraine | Hovet, Stockholm Affluence : 2 000 |
| 9 décembre 2006 15h00 | (11–11) |       |         | Hovet, Stockholm Affluence : 2 000 |
| 9 décembre 2006 15h00 | Rapport |       |         | Hovet, Stockholm Affluence : 2 000 |

| 9 décembre 2006 17h15 | Suède           | 15–30   | Russie           | Hovet, Stockholm Affluence : 3 500 Arbitrage : Cohen, Peretz |
| 9 décembre 2006 17h15 | Matilda Boson 4 | (7–15)  | quatre joueuse 5 | Hovet, Stockholm Affluence : 3 500 Arbitrage : Cohen, Peretz |
| 9 décembre 2006 17h15 | ×4 ×5           | Rapport | ×3 ×8 ×1         | Hovet, Stockholm Affluence : 3 500 Arbitrage : Cohen, Peretz |

| 10 décembre 2006 14h00 | Russie     | 40–32   | Ukraine              | Hovet, Stockholm Affluence : 1 000 Arbitrage : Liachovičius, Paškevičius |
| 10 décembre 2006 14h00 | Polenova 9 | (18–19) | Boklaschuk, Reznir 6 | Hovet, Stockholm Affluence : 1 000 Arbitrage : Liachovičius, Paškevičius |
| 10 décembre 2006 14h00 | ×3 ×2      | Rapport | ×3                   | Hovet, Stockholm Affluence : 1 000 Arbitrage : Liachovičius, Paškevičius |

| 10 décembre 2006 16h15 | Croatie | 21–20 | Suède | Hovet, Stockholm Affluence : 3 317 |
| 10 décembre 2006 16h15 | (10–12) |       |       | Hovet, Stockholm Affluence : 3 317 |
| 10 décembre 2006 16h15 | Rapport |       |       | Hovet, Stockholm Affluence : 3 317 |

### Groupe D àMalmö
|   | Équipe   | Pts | J | G | N | P | Bp | Bc | Diff | Dép |
| - | -------- | --- | - | - | - | - | -- | -- | ---- | --- |
| 1 | Espagne  | 4   | 3 | 2 | 0 | 1 | 78 | 67 | 11   | +1  |
| 2 | France   | 4   | 3 | 2 | 0 | 1 | 76 | 74 | 2    | 0   |
| 3 | Danemark | 4   | 3 | 2 | 0 | 1 | 77 | 71 | 6    | -1  |
| 4 | Pays-Bas | 0   | 3 | 0 | 0 | 3 | 65 | 84 | -19  | -   |

Remarque : L'Espagne, France et Danemark sont départagés à la différence de buts particulière.
| 7 décembre 2006 18h00 | Espagne | 26–16 | Pays-Bas | Baltiska Hallen, Malmö Affluence : 1 650 |
| 7 décembre 2006 18h00 | (11–9)  |       |          | Baltiska Hallen, Malmö Affluence : 1 650 |
| 7 décembre 2006 18h00 | Rapport |       |          | Baltiska Hallen, Malmö Affluence : 1 650 |

| 7 décembre 2006 20h15 | Danemark           | 20–24   | France           | Baltiska Hallen, Malmö Affluence : 3 128 Arbitrage : Shlomo Cohen, Yoram Peretz |
| 7 décembre 2006 20h15 | Katrine Fruelund 7 | (10–8)  | Stéphanie Cano 7 | Baltiska Hallen, Malmö Affluence : 3 128 Arbitrage : Shlomo Cohen, Yoram Peretz |
| 7 décembre 2006 20h15 | ×3 ×2              | Rapport | ×3               | Baltiska Hallen, Malmö Affluence : 3 128 Arbitrage : Shlomo Cohen, Yoram Peretz |

| 9 décembre 2006 18h00 | France           | 24–28   | Espagne        | Baltiska Hallen, Malmö Affluence : 2 700 Arbitrage : António Goulão, José Macau |
| 9 décembre 2006 18h00 | Paule Baudouin 8 | (12–15) | Marta Mangué 6 | Baltiska Hallen, Malmö Affluence : 2 700 Arbitrage : António Goulão, José Macau |
| 9 décembre 2006 18h00 | ×3 ×5            | Rapport | ×3 ×4          | Baltiska Hallen, Malmö Affluence : 2 700 Arbitrage : António Goulão, José Macau |

| 9 décembre 2006 20h15 | Pays-Bas | 23–30 | Danemark | Baltiska Hallen, Malmö Affluence : 3 278 |
| 9 décembre 2006 20h15 | (12–17)  |       |          | Baltiska Hallen, Malmö Affluence : 3 278 |
| 9 décembre 2006 20h15 | Rapport  |       |          | Baltiska Hallen, Malmö Affluence : 3 278 |

| 10 décembre 2006 16h15 | Danemark | 27–24 | Espagne | Baltiska Hallen, Malmö Affluence : 3 214 |
| 10 décembre 2006 16h15 | (17–12)  |       |         | Baltiska Hallen, Malmö Affluence : 3 214 |
| 10 décembre 2006 16h15 | Rapport  |       |         | Baltiska Hallen, Malmö Affluence : 3 214 |

| 10 décembre 2006 18h30 | France              | 28–26   | Pays-Bas       | Baltiska Hallen, Malmö Affluence : 2 200 Arbitrage : Csaba Dobrovits, Péter Tájok |
| 10 décembre 2006 18h30 | Angélique Spincer 8 | (11–13) | Diane Lamein 6 | Baltiska Hallen, Malmö Affluence : 2 200 Arbitrage : Csaba Dobrovits, Péter Tájok |
| 10 décembre 2006 18h30 | ×3 ×8               | Rapport | ×4 ×6 ×1       | Baltiska Hallen, Malmö Affluence : 2 200 Arbitrage : Csaba Dobrovits, Péter Tájok |

## Tour principal
Les matchs du tour préliminaire entre les équipes d'un même groupe sont pris en compte pour le classement final du tour principal. Les deux premières équipes de chaque groupe sont qualifiées pour les demi-finales croisées entre les équipes classées premières et secondes de chaque groupe. 

### Groupe I àGöteborg
|   | Équipe    | Pts | J | G | N | P | Bp  | Bc  | Diff |
| - | --------- | --- | - | - | - | - | --- | --- | ---- |
| 1 | Norvège   | 10  | 5 | 5 | 0 | 0 | 160 | 111 | 49   |
| 2 | Allemagne | 8   | 5 | 4 | 0 | 1 | 143 | 116 | 27   |
| 3 | Hongrie   | 6   | 5 | 3 | 0 | 2 | 167 | 134 | 33   |
| 4 | Pologne   | 4   | 5 | 2 | 0 | 3 | 130 | 156 | -26  |
| 5 | Autriche  | 2   | 5 | 1 | 0 | 4 | 121 | 173 | -52  |
| 6 | Macédoine | 0   | 5 | 0 | 0 | 5 | 113 | 144 | -31  |

| 12 décembre 2006 15h00 | Macédoine | 33–35 | Pologne | Scandinavium, Göteborg Affluence : 2 077 |
| 12 décembre 2006 15h00 | (21–16)   |       |         | Scandinavium, Göteborg Affluence : 2 077 |
| 12 décembre 2006 15h00 | Rapport   |       |         | Scandinavium, Göteborg Affluence : 2 077 |

| 12 décembre 2006 17h00 | Hongrie | 27–34 | Allemagne | Scandinavium, Göteborg Affluence : 2 189 |
| 12 décembre 2006 17h00 | (9–19)  |       |           | Scandinavium, Göteborg Affluence : 2 189 |
| 12 décembre 2006 17h00 | Rapport |       |           | Scandinavium, Göteborg Affluence : 2 189 |

| 12 décembre 2006 19h15 | Autriche | 24–39 | Norvège | Scandinavium, Göteborg Affluence : 2 278 |
| 12 décembre 2006 19h15 | (14–18)  |       |         | Scandinavium, Göteborg Affluence : 2 278 |
| 12 décembre 2006 19h15 | Rapport  |       |         | Scandinavium, Göteborg Affluence : 2 278 |

| 13 décembre 2006 15h00 | Hongrie | 37–21 | Pologne | Scandinavium, Göteborg Affluence : 2 051 |
| 13 décembre 2006 15h00 | (16–9)  |       |         | Scandinavium, Göteborg Affluence : 2 051 |
| 13 décembre 2006 15h00 | Rapport |       |         | Scandinavium, Göteborg Affluence : 2 051 |

| 13 décembre 2006 17h00 | Autriche | 22–34 | Allemagne | Scandinavium, Göteborg Affluence : 2 225 |
| 13 décembre 2006 17h00 | (11–19)  |       |           | Scandinavium, Göteborg Affluence : 2 225 |
| 13 décembre 2006 17h00 | Rapport  |       |           | Scandinavium, Göteborg Affluence : 2 225 |

| 13 décembre 2006 19h15 | Macédoine | 13–28 | Norvège | Scandinavium, Göteborg Affluence : 2 307 |
| 13 décembre 2006 19h15 | (10–17)   |       |         | Scandinavium, Göteborg Affluence : 2 307 |
| 13 décembre 2006 19h15 | Rapport   |       |         | Scandinavium, Göteborg Affluence : 2 307 |

| 14 décembre 2006 15h00 | Autriche | 24–33 | Pologne | Scandinavium, Göteborg Affluence : 2 049 |
| 14 décembre 2006 15h00 | (12–20)  |       |         | Scandinavium, Göteborg Affluence : 2 049 |
| 14 décembre 2006 15h00 | Rapport  |       |         | Scandinavium, Göteborg Affluence : 2 049 |

| 14 décembre 2006 17h00 | Macédoine | 20–23 | Allemagne | Scandinavium, Göteborg Affluence : 2 235 |
| 14 décembre 2006 17h00 | (10–10)   |       |           | Scandinavium, Göteborg Affluence : 2 235 |
| 14 décembre 2006 17h00 | Rapport   |       |           | Scandinavium, Göteborg Affluence : 2 235 |

| 14 décembre 2006 19h15 | Hongrie | 31–34 | Norvège | Scandinavium, Göteborg Affluence : 2 434 |
| 14 décembre 2006 19h15 | (16–17) |       |         | Scandinavium, Göteborg Affluence : 2 434 |
| 14 décembre 2006 19h15 | Rapport |       |         | Scandinavium, Göteborg Affluence : 2 434 |

### Groupe II àStockholm
|   | Équipe   | Pts | J | G | N | P | Bp  | Bc  | Diff | Dép |
| - | -------- | --- | - | - | - | - | --- | --- | ---- | --- |
| 1 | Russie   | 10  | 5 | 5 | 0 | 0 | 145 | 112 | 33   | -   |
| 2 | France   | 6   | 5 | 3 | 0 | 2 | 122 | 117 | 5    | -   |
| 3 | Suède    | 4   | 5 | 2 | 0 | 3 | 109 | 120 | -11  | +4  |
| 4 | Croatie  | 4   | 5 | 2 | 0 | 3 | 117 | 120 | -3   | -1  |
| 5 | Espagne  | 4   | 5 | 2 | 0 | 3 | 124 | 133 | -9   | -3  |
| 6 | Danemark | 2   | 5 | 1 | 0 | 4 | 118 | 133 | -15  | -   |

Remarque : la Suède, Croatie et Espagne sont départagés à la différence de buts particulière.
| 12 décembre 2006 16h00 | Croatie | 27–29 | Espagne | Hovet, Stockholm Affluence : 200 |
| 12 décembre 2006 16h00 | (21–16) |       |         | Hovet, Stockholm Affluence : 200 |
| 12 décembre 2006 16h00 | Rapport |       |         | Hovet, Stockholm Affluence : 200 |

| 12 décembre 2006 16h00 | Russie                | 25–24   | France           | Hovet, Stockholm Affluence : 500 Arbitrage : Cirligeanu, Bejinariu |
| 12 décembre 2006 16h00 | Irina Poltoratskaïa 8 | (10–11) | Siraba Dembélé 5 | Hovet, Stockholm Affluence : 500 Arbitrage : Cirligeanu, Bejinariu |
| 12 décembre 2006 16h00 | ×2 ×1                 | Rapport | ×3               | Hovet, Stockholm Affluence : 500 Arbitrage : Cirligeanu, Bejinariu |

| 12 décembre 2006 20h15 | Suède   | 27–22 | Danemark | Hovet, Stockholm Affluence : 1 252 |
| 12 décembre 2006 20h15 | (15–12) |       |          | Hovet, Stockholm Affluence : 1 252 |
| 12 décembre 2006 20h15 | Rapport |       |          | Hovet, Stockholm Affluence : 1 252 |

| 13 décembre 2006 16h00 | Croatie         | 21–22   | France           | Hovet, Stockholm Affluence : 300 Arbitrage : Mona Förström, Päivi Mitrunen |
| 13 décembre 2006 16h00 | Božica Palčić 6 | (10–8)  | Stéphanie Cano 6 | Hovet, Stockholm Affluence : 300 Arbitrage : Mona Förström, Päivi Mitrunen |
| 13 décembre 2006 16h00 | ×3 ×5           | Rapport | ×3 ×2            | Hovet, Stockholm Affluence : 300 Arbitrage : Mona Förström, Päivi Mitrunen |

| 13 décembre 2006 18h00 | Suède   | 24–19 | Espagne | Hovet, Stockholm Affluence : 1 500 |
| 13 décembre 2006 18h00 | (10–10) |       |         | Hovet, Stockholm Affluence : 1 500 |
| 13 décembre 2006 18h00 | Rapport |       |         | Hovet, Stockholm Affluence : 1 500 |

| 13 décembre 2006 20h15 | Russie           | 32–27   | Danemark                    | Hovet, Stockholm Arbitrage : Baum, Góralczyk |
| 13 décembre 2006 20h15 | Elena Polenova 7 | (17–13) | Henriette Rønde Mikkelsen 7 | Hovet, Stockholm Arbitrage : Baum, Góralczyk |
| 13 décembre 2006 20h15 | ×2 ×4            | Rapport | ×4 ×7                       | Hovet, Stockholm Arbitrage : Baum, Góralczyk |

| 14 décembre 2006 16h00 | Suède                | 23–28   | France                | Hovet, Stockholm Affluence : 2 135 Arbitrage : Gheorghe Bejenariu, Alin-Sergiu Cirligeanu |
| 14 décembre 2006 16h00 | Annika Wiel Fréden 6 | (13–13) | Wendling, Herbrecht 5 | Hovet, Stockholm Affluence : 2 135 Arbitrage : Gheorghe Bejenariu, Alin-Sergiu Cirligeanu |
| 14 décembre 2006 16h00 | ×4 ×3                | Rapport | ×2 ×3                 | Hovet, Stockholm Affluence : 2 135 Arbitrage : Gheorghe Bejenariu, Alin-Sergiu Cirligeanu |

| 14 décembre 2006 18h00 | Croatie | 26–22 | Danemark | Hovet, Stockholm Affluence : 850 |
| 14 décembre 2006 18h00 | (16–9)  |       |          | Hovet, Stockholm Affluence : 850 |
| 14 décembre 2006 18h00 | Rapport |       |          | Hovet, Stockholm Affluence : 850 |

| 14 décembre 2006 20h15 | Russie         | 31–24   | Espagne            | Hovet, Stockholm Affluence : 450 |
| 14 décembre 2006 20h15 | Olga Akopian 7 | (14–11) | Macarena Aguilar 6 | Hovet, Stockholm Affluence : 450 |
| 14 décembre 2006 20h15 | ×3 ×1          | Rapport | ×3 ×5              | Hovet, Stockholm Affluence : 450 |

## Phase finale
|  | Demi-finales                | Demi-finales                |                        |    | Finale                      | Finale                      |
|  | Demi-finales                | Demi-finales                |                        |    | Finale                      | Finale                      |
|  |                             |                             |                        |    |                             |                             |
|  | 16 décembre 2006, Stockholm | 16 décembre 2006, Stockholm |                        |    | 17 décembre 2006, Stockholm | 17 décembre 2006, Stockholm |
|  | 16 décembre 2006, Stockholm | 16 décembre 2006, Stockholm |                        |    | 17 décembre 2006, Stockholm | 17 décembre 2006, Stockholm |
|  | Norvège                     | 28                          |                        |    | 17 décembre 2006, Stockholm | 17 décembre 2006, Stockholm |
|  | Norvège                     | 28                          |                        |    | 17 décembre 2006, Stockholm | 17 décembre 2006, Stockholm |
|  | France                      | 24                          |                        |    | 17 décembre 2006, Stockholm | 17 décembre 2006, Stockholm |
|  | France                      | 24                          | Norvège                | 27 |                             |                             |
|  | 16 décembre 2006, Stockholm |                             | Norvège                | 27 |                             |                             |
|  |                             | Russie                      | 24                     |    |                             |                             |
|  | Allemagne                   | Russie                      | 24                     | 29 |                             |                             |
|  | Allemagne                   |                             |                        | 29 |                             |                             |
|  | Russie                      | 33                          |                        |    |                             |                             |
|  | Russie                      | 33                          | Match pour la 3e place |    |                             |                             |
|  |                             |                             |                        |    |                             |                             |
|  | 17 décembre 2006, Stockholm |                             |                        |    |                             |                             |
|  |                             |                             |                        |    |                             |                             |
|  | France                      | 29                          |                        |    |                             |                             |
|  | France                      | 29                          |                        |    |                             |                             |
|  | Allemagne                   | 25                          |                        |    |                             |                             |
|  | Allemagne                   | 25                          |                        |    |                             |                             |

### Match pour la5eplace
| 16 décembre 2006 12h00 | Hongrie           | 32 – 25   | Suède             | Hovet, Stockholm Affluence : 2 500 Arbitrage : Liachovičius, Paškevičius |
| 16 décembre 2006 12h00 | Ibolya Mehlmann 8 | (17 – 12) | Katarina Chrifi 9 | Hovet, Stockholm Affluence : 2 500 Arbitrage : Liachovičius, Paškevičius |
| 16 décembre 2006 12h00 | ×3                | Rapport   | ×4 ×1             | Hovet, Stockholm Affluence : 2 500 Arbitrage : Liachovičius, Paškevičius |

### Demi-finales
| 16 décembre 2006 14h30 | Allemagne     | 29 – 33   | Russie          | Hovet, Stockholm Affluence : 3 054 Arbitrage : Goulão, Macau |
| 16 décembre 2006 14h30 | Grit Jurack 8 | (13 – 16) | Emilia Toureï 5 | Hovet, Stockholm Affluence : 3 054 Arbitrage : Goulão, Macau |
| 16 décembre 2006 14h30 | ×2 ×3         | Rapport   | ×2 ×4 ×1        | Hovet, Stockholm Affluence : 3 054 Arbitrage : Goulão, Macau |

| 16 décembre 2006 17h00 | Norvège          | 28 – 24   | France                     | Hovet, Stockholm Affluence : 3 617 Arbitrage : Laursen, Nielsen |
| 16 décembre 2006 17h00 | Gro Hammerseng 8 | (15 – 12) | Spincer, Vanparys-Torres 5 | Hovet, Stockholm Affluence : 3 617 Arbitrage : Laursen, Nielsen |
| 16 décembre 2006 17h00 | ×3 ×2            | Rapport   | ×4                         | Hovet, Stockholm Affluence : 3 617 Arbitrage : Laursen, Nielsen |

### Match pour la3eplace
| 17 décembre 2006 13h30 | France              | 29 – 25   | Allemagne     | Hovet, Stockholm Affluence : 3 415 Arbitrage : Hagen, Hallberg |
| 17 décembre 2006 13h30 | Angélique Spincer 7 | (14 – 11) | Grit Jurack 7 | Hovet, Stockholm Affluence : 3 415 Arbitrage : Hagen, Hallberg |
| 17 décembre 2006 13h30 | ×2 ×4               | Rapport   | ×2            | Hovet, Stockholm Affluence : 3 415 Arbitrage : Hagen, Hallberg |

### Finale
| 17 décembre 2006 16h00 | Norvège               | 27 – 24   | Russie                    | Hovet, Stockholm Affluence : 4 727 Arbitrage : Baum, Góralczyk |
| 17 décembre 2006 16h00 | Kari Mette Johansen 9 | (16 – 12) | Polenova, Poltoratskaïa 6 | Hovet, Stockholm Affluence : 4 727 Arbitrage : Baum, Góralczyk |
| 17 décembre 2006 16h00 | ×3 ×4                 | Rapport   | ×3 ×2                     | Hovet, Stockholm Affluence : 4 727 Arbitrage : Baum, Góralczyk |

## Les championnes d'Europe
| Championnes d'Europe 2006 Norvège 3e titre |

## Classement final
| Rang                       | Équipe    | MJ | V | N | D | BM  | BE  | Diff |  |
| -------------------------- | --------- | -- | - | - | - | --- | --- | ---- |  |
| Médaille d'or, Europe      | Norvège   | 8  | 8 | 0 | 0 | 258 | 179 | +79  |  |
| Médaille d'argent, Europe  | Russie    | 8  | 7 | 0 | 1 | 242 | 200 | +42  |  |
| Médaille de bronze, Europe | France    | 8  | 5 | 0 | 3 | 203 | 196 | +7   |  |
| 4                          | Allemagne | 8  | 5 | 0 | 3 | 228 | 208 | +20  |  |
|                            |           |    |   |   |   |     |     |      |  |
| 5                          | Hongrie   | 7  | 5 | 0 | 2 | 237 | 186 | +51  |  |
| 6                          | Suède     | 7  | 3 | 0 | 4 | 156 | 170 | –14  |  |
|                            |           |    |   |   |   |     |     |      |  |
| 7                          | Croatie   | 6  | 3 | 0 | 3 | 139 | 141 | –2   |  |
| 8                          | Pologne   | 6  | 3 | 0 | 3 | 164 | 186 | –22  |  |
| 9                          | Espagne   | 6  | 3 | 0 | 3 | 148 | 147 | +1   |  |
| 10                         | Autriche  | 6  | 2 | 0 | 4 | 153 | 203 | –50  |  |
| 11                         | Danemark  | 6  | 2 | 0 | 4 | 148 | 156 | –8   |  |
| 12                         | Macédoine | 6  | 1 | 0 | 5 | 138 | 167 | –29  |  |
|                            |           |    |   |   |   |     |     |      |  |
| 13                         | Ukraine   | 3  | 0 | 0 | 3 | 73  | 86  | –13  |  |
| 14                         | Serbie    | 3  | 0 | 0 | 3 | 77  | 92  | –15  |  |
| 15                         | Pays-Bas  | 3  | 0 | 0 | 3 | 65  | 84  | –19  |  |
| 16                         | Slovénie  | 3  | 0 | 0 | 3 | 80  | 108 | –28  |  |

Les équipes qualifiées pour les prochaines compétitions sont :
- Championnat du monde 2007 en France : Norvège, Allemagne, Hongrie (la Russie, championne sortante, et la France, organisatrice, étaient déjà qualifiées)
- Championnat d'Europe 2008 en Macédoine : Norvège, Russie, France, Allemagne, Hongrie (la Macédoine, organisatrice, était déjà qualifiée)
- Jeux olympiques 2008 en Chine : Norvège.

## Statistiques et récompenses

### Équipe-type
À l'issue du tournoi, l'équipe type du tournoi a été désignée :
- meilleure joueuse : Gro Hammerseng,  Norvège
- meilleure gardienne de but : Inna Souslina,  Russie
- meilleure ailière gauche : Kari Mette Johansen,  Norvège
- meilleure arrière gauche : Nadine Krause,  Allemagne
- meilleure demi-centre : Gro Hammerseng,  Norvège
- meilleure pivot : Lioudmila Bodnieva,  Russie
- meilleure arrière droite : Ibolya Mehlmann,  Hongrie
- meilleure ailière droite : Annika Wiel Fréden,  Suède
- meilleure joueuse en défense : Isabelle Wendling,  France

### Statistiques individuelles
| Rang | Joueuse              | Équipe    | Buts | Tirs | %    | 7m    | MJ | Moy. |
| ---- | -------------------- | --------- | ---- | ---- | ---- | ----- | -- | ---- |
| 1    | Nadine Krause        | Allemagne | 58   | 94   | 62 % | 9/14  | 8  | 7,3  |
| 2    | Karolina Kudłacz     | Pologne   | 48   | 79   | 61 % | 21/24 | 6  | 8,0  |
| 3    | Tanja Logvin         | Autriche  | 45   | 89   | 51 % | 17/23 | 6  | 7,5  |
| 4    | Gro Hammerseng       | Norvège   | 41   | 58   | 71 % | 15/17 | 8  | 5,1  |
| 4    | Kari Mette Johansen  | Norvège   | 41   | 53   | 77 % | 0/0   | 8  | 5,1  |
| 4    | Grit Jurack          | Allemagne | 41   | 89   | 46 % | 8/12  | 8  | 5,1  |
| 7    | Marina Naukovic      | Macédoine | 40   | 96   | 42 % | 7/13  | 6  | 6,7  |
| 8    | Ibolya Mehlmann      | Hongrie   | 37   | 71   | 52 % | 13/14 | 7  | 5,3  |
| 9    | Angélique Spincer    | France    | 35   | 71   | 49 % | 13/16 | 7  | 5    |
| 10   | Susana Fraile Celaya | Espagne   | 34   | 68   | 50 % | 5/7   | 6  | 5,7  |
| 10   | Elena Polenova       | Russie    | 34   | 64   | 53 % | 11/21 | 8  | 4,3  |

À noter qu'avec 17 buts marqués face à la Macédoine, la polonaise Karolina Kudłacz bat le record du nombre de buts marqués en un match de l'Euro.
| Rang | Joueuse              | Équipe    | %       | Arrêts | Tirs | MJ | Moy. |
| ---- | -------------------- | --------- | ------- | ------ | ---- | -- | ---- |
| 1    | Inna Souslina        | Russie    | 43,6 %  | 71     | 163  | 8  | 8,9  |
| 2    | Katrine Lunde        | Norvège   | 41,6 %  | 89     | 214  | 8  | 11,1 |
| 3    | Katalin Pálinger     | Hongrie   | 41,4 %  | 99     | 239  | 7  | 14,1 |
| 4    | Sabine Englert       | Allemagne | 40,6 %  | 65     | 160  | 5  | 13   |
| 5    | Jokelyn Tienstra     | Pays-Bas  | 38,3 %  | 36     | 94   | 3  | 12   |
| 6    | Jelena Grubišić      | Croatie   | 36,8 %  | 32     | 87   | 6  | 5,3  |
| 7    | Iwona Łącz           | Pologne   | 36,6 %  | 49     | 134  | 5  | 9,8  |
| 8    | Valérie Nicolas      | France    | 36,1 %  | 92     | 255  | 8  | 11,5 |
| 9    | Madeleine Grundström | Suède     | 35,43 % | 79     | 223  | 7  | 11,3 |
| 10   | Rikke Schmidt        | Danemark  | 35,38 % | 23     | 65   | 4  | 5,8  |

## Effectifs des équipes sur le podium

### Championne d'Europe:Norvège
L'effectif de la Norvège au championnat d'Europe 2006 est :
- Marit Malm Frafjord
- Terese Pedersen
- Gro Hammerseng
- Kristine Lunde
- Marianne Rokne
- Katrine Lunde
- Else-Marthe Sørlie
- Gøril Snorroeggen
- Anette Hovind Johansen
- Karoline Dyhre Breivang
- Kari Aalvik Grimsbø
- Ragnhild Aamodt
- Anne Kjersti Suvdal
- Kari Mette Johansen
- Linn-Kristin Riegelhuth
- Katja Nyberg
- Tonje Nøstvold

Sélectionneuse : 
- Marit Breivik

### Vice-championne d'Europe:Russie
L'effectif de la Russie au championnat d'Europe 2006 est :
- Inna Souslina
- Polina Viakhireva
- Irina Poltoratskaïa
- Oksana Romenskaïa
- Lioudmila Postnova
- Anna Kareïeva
- Lioudmila Bodnieva
- Ekaterina Andriouchina
- Elena Polenova
- Emilia Toureï
- Natalia Chipilova
- Maria Sidorova
- Ekaterina Marennikova
- Olga Levina
- Janna Iakovleva
- Irina Bliznova

Sélectionneur : 
- Ievgueni Trefilov

### Troisième place:France
L'effectif de la France au championnat d'Europe 2006 est, : :
- Stéphanie Lambert
- Nina Kanto
- Angélique Spincer
- Véronique Pecqueux-Rolland
- Paule Baudouin
- Sophie Herbrecht
- Stéphanie Cano
- Linda Pradel
- Isabelle Wendling
- Ludivine Jacquinot
- Valérie Nicolas
- Siraba Dembélé
- Christine Vanparys-Torres
- Raphaëlle Tervel
- Maakan Tounkara
- Katty Piejos
- Alexandra Lacrabère

Sélectionneur : 
- Olivier Krumbholz